# Dumfriesshire
Il Dumfriesshire o contea di Dumfries (Siorrachd Dhùn Phris in gaelico) è una contea di registrazione della Scozia. La lieutenancy area di Dumfries ha confini similari.
Fino al 1975 era contea. Il county town era Dumfries. Confinava con il Kirkcudbrightshire a occidente, l'Ayrshire a nord-ovest, il Lanarkshire, Peeblesshire e Selkirkshire a nord, ed il Roxburghshire ad est. A sud il limite era la costa del Solway Firth, e, oltre il border con l'Inghilterra con il Cumberland.
Dumfries aveva tre suddivisioni traditionali - Annandale, Eskdale e Nithsdale.
Attualmente è parte della council area Dumfries e Galloway.